# 第4軍団 (ギリシャ軍)
第4軍団(IV Army Corps)は、ギリシャ陸軍の軍団の一つ。第1軍の指揮下に入っており、北方部隊の管理を行う。
司令部は、クサンティに置かれている。

## 歴史
第4軍団は1914年12月に東マケドニア・トラキアカヴァラで設立された。東マケドニアが第一次世界大戦中にドイツ軍とブルガリア軍に占領された時に全軍を列車でドイツのゲルリッツに運びほとんどの3年をドイツ政府の客人として残った。希土戦争中はトラキア軍に改称し、エディルネに駐留した。1922年には小アジアにおいてギリシャ軍に敗北した後、トラキアへの多くの部隊の撤退を支援した。1940年11月のギリシャ・イタリア戦争中はアラバマでの戦闘で第1軍に組み込まれ東マケドニア軍に再び改称した。1941年4月にはドイツ軍に降伏した。1976年に部隊はクサンティに移転し、現在はギリシャ陸軍のもっとも重要な部門となっている。

## 編制
- 第1砲兵連隊
  - 司令部中隊
  - 第193多連装ロケットランチャー大隊
  - 第194多連装ロケットランチャー大隊
  - 観測中隊
- 第1通信電子戦監視連隊
- 軍団野戦防空砲兵コマンドユニット
- 軍団工兵コマンドユニット
- 司令部大隊
- 第12機械化歩兵師団
- 第16機械化歩兵師団
- 第20機甲師団
- 第50独立機械化歩兵旅団
- 第29治安維持旅団